# Оксана Гатамханова
Оксана Гатамханова (29 липня 1990) — азербайджанська плавчиня.
Учасниця Олімпійських Ігор 2008, 2012 років.